# Сан-Лоренцо-ин-Лучина (титулярная церковь)
Титулярная церковь Сан-Лоренцо-ин-Лучина (лат. Titulus Sancti Laurentii in Lucina) — одна из старейших кардинальских титулярных церквей. Согласно Liber Pontificalis, которая для первых епископов Рима сообщает информацию, «вероятно, лишенную какого-либо исторического основания», что именно Папа Эварист в начале II столетия назначил первые титулярные церкви римским священникам, в том числе, по традиции, также титулярную церковь Лучина.
В церкви, связанной с титулом Лучина, в 366 году состоялись выборы Папы Дамасия I. Позднее, около 684 года, титулярная церковь была подтверждена Папой Бенедиктом II. Она известна под своим нынешним названием с конца VIII века. Согласно каталогу Пьетро Маллио, составленному в период понтификата Папы Александра III, титулярная церковь была связана с базиликой Святого Лаврентия за городскими стенами, а её священники по очереди служили в ней мессу. В течение многих столетий эту титулярную церковь было принято давать самому старшему по возведению в сан кардиналу-священнику — кардиналу-протопресвитеру. Титул принадлежит базилике Сан-Лоренцо-ин-Лучина, расположенной в районе Рима Колонна,  на пьяцца Сан-Лоренцо-ин-Лучина, примерно в двух кварталах за палаццо Монтечиторио, недалеко от виа дель Корсо.

## Список кардиналов-священников титулярной церкви Сан-Лоренцо-ин-Лучина
- Гиларий — (494 — 590);
- Крешенций — (590 — 731);
- Сизинний — (упоминается в 721)[3];
- Сигизмунд — (735 — до 745);
- Теодор — (745 — до 761);
- Евсевий — (761 — 853);
- Георгий — (853 — до 867);
- Лев (?) — (867 — 964);
- Адриан — (964 — 993);
- Иоанн — (993 — до 1012);
  - вакансия (1012 — 1049);
- Лев — (1049 — 1080);
  - вакансия (1080 — 1088);
- Ландольфо Рангоне — (около 1088 — 1099);
  - вакансия (1099 — 1107);
- Грегорио да Чеккано — (ок. 1107 — ок. 1119);
- Грегорио Альбергати — (1119 — около 1126);
- Ансельм, регулярный каноник Сан-Пьетро-ин-Кэло-аурео — (1126 или 1127 — 1143?, до смерти);
- Уго Мизини, регулярный каноник Святой Марии Ренской — (8 февраля/19 мая 1144 — 21 сентября 1150, до смерти);
- Ченцио — (20 февраля/1 марта 1152 — 30 марта/18 апреля 1154, назначен кардиналом-епископом Порто и Санта-Руфины)[4];
- Убальдо (или Хубауд) — (декабрь 1155 — 1157?, до смерти);
- Альберто ди Морра, регулярный каноник преподобного Святого Мартина Лаонского — (1158 — 21 октября 1187, избран Папой Григорием VIII);
- Пьетро (?) — (март 1188 — 1190?, до смерти);
- Ченчо Ченчи[5], — (1191 или 1193 — 1217);
  - вакансия (1217 — 1227);
- Ринальдо Конти ди Сеньи — (18 сентября 1227 — 25 июня 1243, избран Папой Александром IV);
- Иоанн Толедский, O.Cist. — (28 мая 1244 — 1262, назначен кардиналом-епископом Порто и Санта-Руфины);
- Гай Бургундский, O.Cist. — (22 мая 1262 — 20 мая 1272, до смерти);
  - вакансия (1272 — 1281);
- Хью Эвешам — (12 апреля 1281 — 27 июля 1287, до смерти);
  - вакансия (1287 — 1307);
- Джакомо Колонна — (1307 — 14 августа 1318, до смерти);
  - вакансия (1318 — 1327);
- Аннибальдо ди Чеккано — (18 декабря 1327 — 1333, назначен кардиналом-епископом Фраскати);
  - вакансия (1333 — 1362);
- Гийом Брагоз — (6 декабря 1362 — 1367, до смерти);
- Этьен Обер ле Жён — (22 сентября 1368 — 29 сентября 1369, до смерти);
- Жан де Ла Тур, O.S.B.Clun. — (30 мая 1371 — 15 апреля 1374, до смерти);
- Пьер де Сортенак (или де Бернье) — (20 декабря 1375 — март 1384, назначен кардиналом-епископом Сабины);
  - вакансия (1384 — 1390);
  - Мартин де Сальба — (21 июля 1390 — 27 октября 1403, до смерти), псевдокардинал антипапы Климента VII.
- Лука Манцоли, O.Hum. — (19 сентября 1408 — 1409, до смерти);
  - Симон де Крамо — (12 мая 1413 — 15 декабря 1422, до смерти — псевдокардинал антипапы Иоанна XXIII);
  - Химено Даха (или Эхимио или Дахе) — (22 мая 1423 — 1431, до смерти — псевдокардинал антипапы Бенедикта XIII);
- Жан де ла Рошталье — (27 мая 1426 — 24 марта 1437, до смерти);
- Джованни Вителлески — (9 августа 1437 — 2 апреля 1440, до смерти);
- Жан Ле Жэн — (1441 — 9 сентября 1451, до смерти);
- Филиппо Каландрини — (24 ноября 1451 — 14 октября 1468, назначен кардиналом-епископом Альбано);
  - вакансия (1468 — 1483);
- Джованни Арагонский — (10 сентября 1483 — 17 октября 1485, до смерти);
- Жорже да Кошта — (15 октября 1489 — 10 октября 1491), in commendam (10 октября 1491 — 18 сентября 1508, до смерти);
  - вакансия (1508 — 1517);
- Сильвио Пассерини — (6 июля 1517 — 17 сентября 1520), in commendam (17 сентября 1520 — 20 апреля 1529, до смерти);
- Джованни Доменико Де Купис — (24 мая 1529 — 22 сентября 1531), in commendam (22 сентября 1531 — 10 декабря 1553, до смерти);
  - вакансия (1533 — 1553);
- Джованни Джироламо Мороне — (11 декабря 1553 — 12 июня 1556, назначен кардиналом-священником Санта-Мария-ин-Трастевере);
- Жорж д’Aрманьяк — (12 июня 1556 — 6 июля 1562, назначен кардиналом-священником pro hac vice Сан-Никола-ин-Карчере);
- Франческо Гонзага — титулярная диакония pro illa vice (16 июля 1562 — 1 марта 1564 и 1 марта 1564 — 6 января 1566, до смерти);
- Фульвио Джулио делла Корнья, O.S.Io.Hieros. — (30 января 1566 — 30 марта 1567, назначен кардиналом-священником pro hac vice Сант-Адриано)
- Иннико д’Авалос д’Арагона, O.S. Iacobis — (3 марта 1567 — 13 октября 1586, назначен кардиналом-епископом Сабины);
- Маркантонио Колонна старший — (13 октября 1586 — 11 мая 1587, назначен кардиналом-епископом Палестрины);
- Габриэле Палеотти — (11 мая 1587 — 8 ноября 1589, назначен кардиналом-епископом Альбано);
- Микеле Бонелли, O.P. — (8 ноября 1589 — 20 марта 1591, назначен кардиналом-епископом Альбано);
- Людовико Мадруццо — (20 марта 1591 — 18 августа 1597, назначен кардиналом-епископом Сабины);
- Педро де Деса — (18 августа 1597 — 23 апреля 1600, назначен кардиналом-епископом Альбано);
- Антонио Мария Сальвиати — (23 апреля — 30 августа 1600, назначен кардиналом-священником Санта-Мария-ин-Трастевере);
- Симеоне Тальявиа д’Арагонья — (30 августа 1600 — 17 июня 1602, назначен кардиналом-епископом Альбано);
- Джироламо Бернерио, O.P. — (17 июня 1602 — 16 июня 1603, назначен кардиналом-епископом Альбано);
- Джованни Эванджелиста Паллотта — (16 июня 1603 — 24 января 1611, назначен кардиналом-епископом Фраскати);
- Грегорио Петроккини, O.E.S.A. — (24 января 1611 — 17 августа 1611, назначен кардиналом-епископом Палестрины);
- Бенедетто Джустиниани — (17 августа 1611 — 4 июня 1612, назначен кардиналом-епископом Палестрины);
- Франческо Мария Борбоне дель Монте Санта Мария — (4 июня 1612 — 16 сентября 1615, назначен кардиналом-епископом Палестрины);
- Оттавио Бандини — (16 сентября 1615 — 27 марта 1621, назначен кардиналом-епископом Палестрины);
- Бартоломео Чези — (29 марта 1621 — 18 октября 1621, до смерти);
- Андреа Барони Перетти Монтальто — (24 октября 1621 — 16 сентября 1624, назначен кардиналом-епископом Палестрины);
- Доменико Джиннази — (16 сентября 1624 — 2 марта 1626, назначен кардиналом-епископом Палестрины);)
- Карло Гауденцио Мадруццо — (2 марта 1626 — 16 сентября 1626, назначен кардиналом-епископом Сабины);
- Карло Эмануэле Пио ди Савойя старший — (16 сентября 1626 — 14 апреля 1627, назначен кардиналом-епископом Альбано);
- Джованни Гарциа Миллини — (14 апреля 1627 — 20 августа 1629, назначен кардиналом-епископом Фраскати);
- Луиджи Каппони — (20 августа 1629 — 6 апреля 1659, до смерти);
- Джироламо Колонна — (21 апреля 1659 — 21 ноября 1661, назначен кардиналом-епископом Фраскати);
- Джованни Баттиста Мария Паллотта — (21 ноября 1661 — 2 июля 1663, назначен кардиналом-епископом Альбано);
- Франческо Мария Бранкаччо — (2 июля 1663 — 11 октября 1666, назначен кардиналом-епископом Сабины);
- Стефано Дураццо — (11 октября 1666 — 11 июля 1667, до смерти);
- Эрнст Адальберт фон Гаррах — (18 июля — 25 октября 1667, до смерти);
- Джулио Габриэлли старший — (14 ноября 1667 — 30 января 1668, назначен кардиналом-епископом Сабины);
- Вирджинио Орсини, рыцарь военного ордена Святого Иоанна Иерусалимского — (30 января 1668 — 18 марта 1671, назначен кардиналом-епископом Альбано);
- Ринальдо д’Эсте — (18 марта 1671 — 24 августа 1671, назначен кардиналом-епископом Палестрины);
- Чезаре Факкинетти — (24 августа 1671 — 14 ноября 1672, назначен кардиналом-епископом Палестрины);
- Карло Россетти — (14 ноября 1672 — 19 октября 1676, назначен кардиналом-епископом Фраскати);
- Никколо Альбергати Людовизи — (19 октября 1676 — 13 сентября 1677, назначен кардиналом-епископом Сабины);
- Альдерано Чибо — (13 сентября 1677 — 6 февраля 1679, назначен кардиналом-епископом Палестрины);
- Луиджи Омодеи старший — (8 января 1680 — 26 апреля 1685, до смерти);
- Карло Барберини — (30 апреля 1685 — 2 октября 1704, до смерти);
- Франческо Нерли — (17 ноября 1704 — 8 апреля 1708, до смерти);
- Галеаццо Марескотти — (30 апреля 1708 — 3 июля 1726, до смерти);
- Джузеппе Сакрипанте — (31 июля 1726 — 4 января 1727, до смерти);
- Джузеппе Ренато Империали, OSI Hier. — (20 января 1727 — 15 января 1737, до смерти);
- Джанантонио Давиа — (11 февраля 1737 — 11 января 1740, до смерти);
- Джулио Альберони — (29 августа 1740 — 26 февраля 1752, до смерти);
- Тома Филипп Вальра д’Энен-Льетар д’Эльзас-Буссю де Шиме — (17 июля 1752 — 5 января 1759, до смерти);
- Доменико Сильвио Пассионеи — (12 февраля 1759 — 5 июля 1761, до смерти);
- Иоганн Теодор Баварский — (13 июля 1761 — 27 января 1763, до смерти);
- Джакомо Одди — (21 марта 1763 — 2 мая 1770, до смерти);
- Джузеппе Поццобонелли — (28 мая 1770 — 27 апреля 1783, до смерти);
- Карло Витторио Амедео делле Ланце— (18 июля 1783 — 25 января 1784, до смерти);
- Маркантонио Колонна младший — (25 июня — 20 сентября 1784, назначен кардиналом-епископом Палестрины);
- Джованни Карло Боски — (20 сентября 1784 — 6 сентября 1788, до смерти);
- Франческо Карафа делла Спина ди Траэтто— (15 сентября 1788 — 3 августа 1807), in commendam (3 августа 1807 — 20 сентября 1818, до смерти);
- Бартоломео Пакка — (2 октября — 21 декабря 1818, назначен кардиналом-епископом Фраскати);
- Джованни Филиппо Галларати Скотти — (21 декабря 1818 — 6 октября 1819, до смерти);
- Джулио Габриэлли младший — (17 декабря 1819 — 26 сентября 1822, до смерти);
- Жозеф Феш — (2 декабря 1822 — 13 мая 1839, до смерти);
- Карло Оппиццони — (8 июля 1839 — 13 апреля 1855, до смерти);
- Джакомо Филиппо Франсони — (28 сентября 1855 — 20 апреля 1856, до смерти);
- Бенедетто Барберини — (16 июня 1856 — 10 апреля 1863, до смерти);
- Филиппо Де Анджелис — (20 сентября 1867 — 8 июля 1877, до смерти);
- Фабио Мария Асквини — (21 сентября 1877 — 22 декабря 1878, до смерти);
- Доменико Карафа делла Спина ди Траэтто — (12 мая 1879 — 17 июня 1879, до смерти);
- Люсьен-Луи-Жозеф-Наполеон Бонапарт — (19 сентября 1879 — 19 ноября 1895, до смерти);
- Густав Адольф фон Гогенлоэ-Шиллингсфюрст — (2 декабря 1895 — 30 октября 1896, до смерти);
- Мечислав Ледуховский — (30 ноября 1896 — 22 июля 1902, до смерти);
- Анджело Ди Пьетро — (22 июня 1903 — 5 декабря 1914, до смерти);
- Пьетро Гаспарри — (22 января 1915 — 18 ноября 1934, до смерти);
- Карло Кремонези — (19 декабря 1935 — 25 ноября 1943, до смерти);
- Мануэль Артега-и-Бетанкур — (28 февраля 1946 — 20 марта 1963, до смерти);
- Пьетро Чириачи — (26 сентября 1964 — 30 декабря 1966, до смерти);
- Пьетро Паренте — (29 июня 1967 — 29 декабря 1986, до смерти);
- Опилио Росси — (22 июня 1987 — 9 февраля 2004, до смерти);
- Луиджи Поджи — (24 февраля 2005 — 4 мая 2010, до смерти);
- Малькольм Ранжит — (20 ноября 2010 — по настоящее время).